# Ханбах
Ханбах (нем. Hahnbach) — община в Германии, в земле Бавария. 
Подчиняется административному округу Верхний Пфальц. Входит в состав района Амберг-Зульцбах. Подчиняется управлению Ханбах.  Население составляет 5015 человек (на 31 декабря 2010 года). Занимает площадь 67,41 км².
Община подразделяется на 24 сельских округа.

## Население
По оценке на 31 декабря 2015 года население общины Ханбах составляет 4917 чел. 

| Дата      | 1840 | 1871 | 1900 | 1925 | 1939 | 1950 | 1961 | 1970 | 1987 | 2011 |
| --------- | ---- | ---- | ---- | ---- | ---- | ---- | ---- | ---- | ---- | ---- |
| Население | 2494 | 2462 | 2410 | 2528 | 2835 | 3802 | 3471 | 3962 | 4594 | 4997 |

| Год       | 1960 | 1970 | 1980 | 1990 | 2000 | 2009 | 2010 | 2011 | 2012 | 2013 | 2014 | 2015 |
| --------- | ---- | ---- | ---- | ---- | ---- | ---- | ---- | ---- | ---- | ---- | ---- | ---- |
| Население | 3375 | 3955 | 4367 | 4792 | 5265 | 5017 | 5015 | 4941 | 4882 | 4872 | 4875 | 4917 |